# Naturhistorisk Museum i Bruxelles
Naturhistorisk Museum (fransk: Muséum des sciences naturelles, nederlandsk: Museum voor Natuurwetenschappen) er et museum i den Belgiske hovedstad Bruxelles. Museet er en del af det  Kongelige Belgiske Institut for Naturvidenskab (fr). De vigtigste attraktioner er 30 forstenede Iguanodon skeletter, som blev opdaget i 1878 i Bernissart, en by i det sydlige Belgien tæt på grænsen til Frankrig. Dinosaurhallen er verdens største museumshal fuldstændig dedikeret til dinosaurer. Et andet berømt stykke er Ishango knogle, som blev opdaget i 1960 af Jean de Heinzelin de Braucourt (en).
Som i de fleste museer, der er et forskningsafdeling og en offentlig udstilling afdeling.

## Historie
Museet blev åbnet den 31 Marts 1846 som en efterfølger til Musée de Bruxelles af 1802. Det var baseret på indsamling oprettet af Prins Karl Alexander af Lorraine (de), som er dateret fra det 18. århundrede. Bernard du Bus de Gisignies (en), blev den første direktør for museet i 1846. Ved denne lejlighed donerede han 2474 fugle fra hans egen samling til museet. I 1860, under opførelsen af nye fæstningsværker omkring Antwerpen, blev der fundet flere fossiler, som primært var fra hvaler. Museet har også skeletter fra en grønlandshval (Balaena mysticetus) og en ung blåhval (Balaenoptera musculus), som stadig er udstillet på museet. I 1860 blev skelettet af en mammut fundet i nærheden af Lier og François-Joseph Scohy (en) reagerede hurtigt så det blev bevaret, og bragt til museet, hvor det har været udstillet siden 1869. På det tidspunkt var der kun et skelet af en mammut udstillet på et museum i Sankt Petersborg (Rusland). I 1878 kom det største fund Iguanodon fossiler til dato i en kulmine ved Bernissart i Belgien. Mindst 38 individer blev udgravet, hvoraf de 30 har været udstillet, da de blev flyttet til museet fra deres oprindelige hjem på Karl af Lorraines Palads (en) i 1891.
Siden 2007 er dinosaurhallen (Janlet fløjen) blevet renoveret og udvidet til 4580 m2 er den største dinosaur hall i verden.

## Permanente udstillinger
- Dinosaurhallen: med de verdensberømte Iguanodon skeletter (30 næsten komplette skeletter)
- Om Mænd og Mammutter: om menneskets evolution og om den sidste istid i det vestlige Europa.
- Pattedyrgalleriet: de seneste og de uddøde pattedyr, herunder en thylacine.
- Nord-og sydpolen: en udstilling om to forskellige verdener i en (plexi)glas tunnel.
- Hvalhallen: skeletter af hvaler, delfiner, hvalrosser, sirenians, sæler... En lille del af hallen er afsat til hvaler rolle i økonomien og deres ofre til det.
- Skalgalleriet huser et tropisk akvarium, og en fuldstændig undersøgelse af de lavere klasser af hvirvelløse dyr. Det nærliggende Nordsøen Opdagelsesrum tager dig med på en interaktiv tur omkring strandens og havets liv ved den belgiske kyst. Hele samlingen består af 9.000.000 eksemplarer og er en af de tre største skalsamlinger i verden. En stor del blev indsamlet af Philippe Dautzenberg (en).
- Insektgalleriet: insekter, edderkopper, krebsdyr og andre leddyr, herunder et terrarium med levende eksemplarer. Samlingen består af 15.000.000 eksemplarer, hvoraf de ti tusinder er holotypes af stor videnskabelig værdi.
- Mineralske galleri: krystaller, skåret ædelsten, meteoritter og værdifulde stumper af månesten.
- Ishango-knoglen (en), et muligt matematisk værktøj fra ældre stenalder fundet i Congo

Ved siden af disse permanente udstillinger, er der også skiftende udstillinger, som altid er meget interaktivt.

## Eksterne links
- Museets officielle hjemmeside
- Kongelige Belgiske Institute of Natural Sciences på Google Cultural Institute
- Besøg dinosaurer på Museum of Natural Sciences, Bruxelles, Belgien

50°50′12″N 4°22′36″Ø / 50.8365465°N 4.3765602°Ø